# 瓊斯縣 (愛阿華州)
瓊斯县（英語：Jones County）是美国艾奧瓦州東部的一個縣，面積1,494平方公里。根據2020年美國人口普查，共有人口20,646人。縣治阿纳莫萨（Anamosa）。該縣成立於1837年12月21日，縣政府成立於1839年1月24日；縣名紀念聯邦參議員喬治·華萊士-瓊斯。